# Einer aus der Menge
Einer aus der Menge ist eine Novelle von Wilhelm Raabe, die im März 1858 entstand und im selben Jahr in den Stuttgarter „Hausblättern“ erschien. Die Buchausgabe kam 1859 bei Schotte in Berlin heraus. Meyen gibt sechs Besprechungen aus den Jahren 1860 bis 1949 an.

## Inhalt
Der Erzähler ist über einer Passion alt geworden, die der eines „Kehrichtdurchsuchers“ gleicht. In seiner kleinen Geschichte erzählt er von einem seiner seltenen Funde. Er vergleicht ihn mit einer „zertretenen Schmucknadel“. Dabei handelt es sich lediglich um ein zerrissenes, beschmutztes Blatt, auf dem von Frauenhand Verse notiert sind. Der alte Mann begibt sich auf die Suche nach dem Verfasser Walter R. und findet tatsächlich einen jungen Dichter auf dem Sterbebett, „abgesperrt von der frühlingsfrischen Welt da draußen“. Anna, die Braut und Pflegerin des Todgeweihten, soll den Besucher abweisen. Der freundliche alte Herr gewinnt jedoch das Vertrauen des Sterbenden, als er die Rede auf das Gedicht bringt. Es ergibt sich, Walter R. hat die Verse Anna diktiert. Der Besucher wird mit einem weiteren Gedicht bekannt gemacht. Sich seines Todes im kommenden Herbst gewiss, will der Dichter verzweifeln. Der Alte spricht Trost: „Das Leben geweihter Menschen zählt nach Sekunden, nicht nach Jahren.“ Schließlich stirbt Walter R., wie prophezeit, ein paar Monate später. Vor seinem Tod hat der Dichter dem Erzähler das Versprechen abgenommen, sich um Anna zu kümmern. So geschieht es.

## Ausgaben

### Erstausgabe
- Halb Mähr, halb mehr! Erzählungen, Skizzen und Reime von Wilhelm Raabe. 177 Seiten. Ernst Schotte, Berlin 1859 (Der Weg zum Lachen. Der Student von Wittenberg. Weihnachtsgeister. Lorenz Scheibenhart. Einer aus der Menge)

### Verwendete Ausgabe
- Einer aus der Menge. S. 339–355. Mit einem Anhang, verfasst von Karl Hoppe, S. 588–591 in Karl Hoppe (Bearb.), Hans Oppermann (Bearb.): Die Kinder von Finkenrode. Der Weg zum Lachen. Der Student von Wittenberg. Weihnachtsgeister. Lorenz Scheibenhart. Einer aus der Menge. Die alte Universität. Der Junker von Denow. Aus dem Lebensbuch des Schulmeisterleins Michel Haas. Wer kann es wenden? Vandenhoeck & Ruprecht, Göttingen 1992. Bd. 2 (2. Aufl., besorgt von Eberhard Rohse), ISBN 3-525-20164-8 in Karl Hoppe (Hrsg.), Jost Schillemeit (Hrsg.), Hans Oppermann (Hrsg.), Kurt Schreinert (Hrsg.): Wilhelm Raabe. Sämtliche Werke. Braunschweiger Ausgabe. 24 Bde.